# Pera Nashi
La pera Nashi o pera asiàtica (Pyrus pyrifolia) és una espècie del gènere de la pera, nativa de la Xina, el Japó i Corea. El fruit és comestible i rep diversos noms segons els països, nashi és un nom en japonès:ナシ|ナシ).
Pyrus pyrifolia es cultiva arreu d'Àsia i també a Austràlia, Nova Zelanda i altres països. A Catalunya l'any 2008 se'n cultivaven 25 hectàrees.

## Descripció
Les flors tenen cinc pètals de color blanc. A l'hemisferi nord floreix durant el mes d'abril aproximadament.
El fruit és de mida molt grossa (més que les pomes), té una textura granelluda i conté una alt percentatge d'aigua, característiques que el diferencien de les peres europees. No és un creuament entre una poma i una pera com suggereix un dels seus noms en anglès: apple pear, sinó que es tracta d'una espècie diferenciada dins del gènere Pyrus. Normalment es mengen crues i pelades.